# Bayelsa United FC
Bayelsa United FC is een Nigeriaanse voetbalclub uit Yenagoa die in de Premier League uitkomt, de hoogste divisie in Nigeria. Ze spelen hun thuiswedstrijden in het Yenagoa Township Stadion.

## Erelijst
- Premier League

2009
Abia Warriors · 
ABS FC · 
Akwa United · 
El Kanemi Warriors · 
Enugu Rangers · 
Enyimba · 
Gombe United · 
Ifeanyi Uba · 
Kano Pillars · 
Katsina United · 
Lobi Stars · 
MFM · 
Nasarawa United · 
Niger Tornadoes · 
Plateau United · 
Remo Stars · 
Rivers United · 
Shooting Stars · 
Sunshine Stars · 
Warri Wolves · 
Wikki Tourists